# Sepno-Radonia
Sepno-Radonia [pronunciación en polaco: /'sɛpnɔ raˈdɔɲa/] es una aldea ubicada en el distrito administrativo de Gmina Sławno, dentro del condado de Opoczno, Voivodato de Łódź, en el centro de Polonia.